# Třída Darussalam
Třída Darussalam je třída oceánských hlídkových lodí brunejského královského námořnictva. Německou loděnicí Lürssen byly postaveny celkem tři jednotky, které ve službě nahradí raketové čluny třídy Waspada.

## Stavba

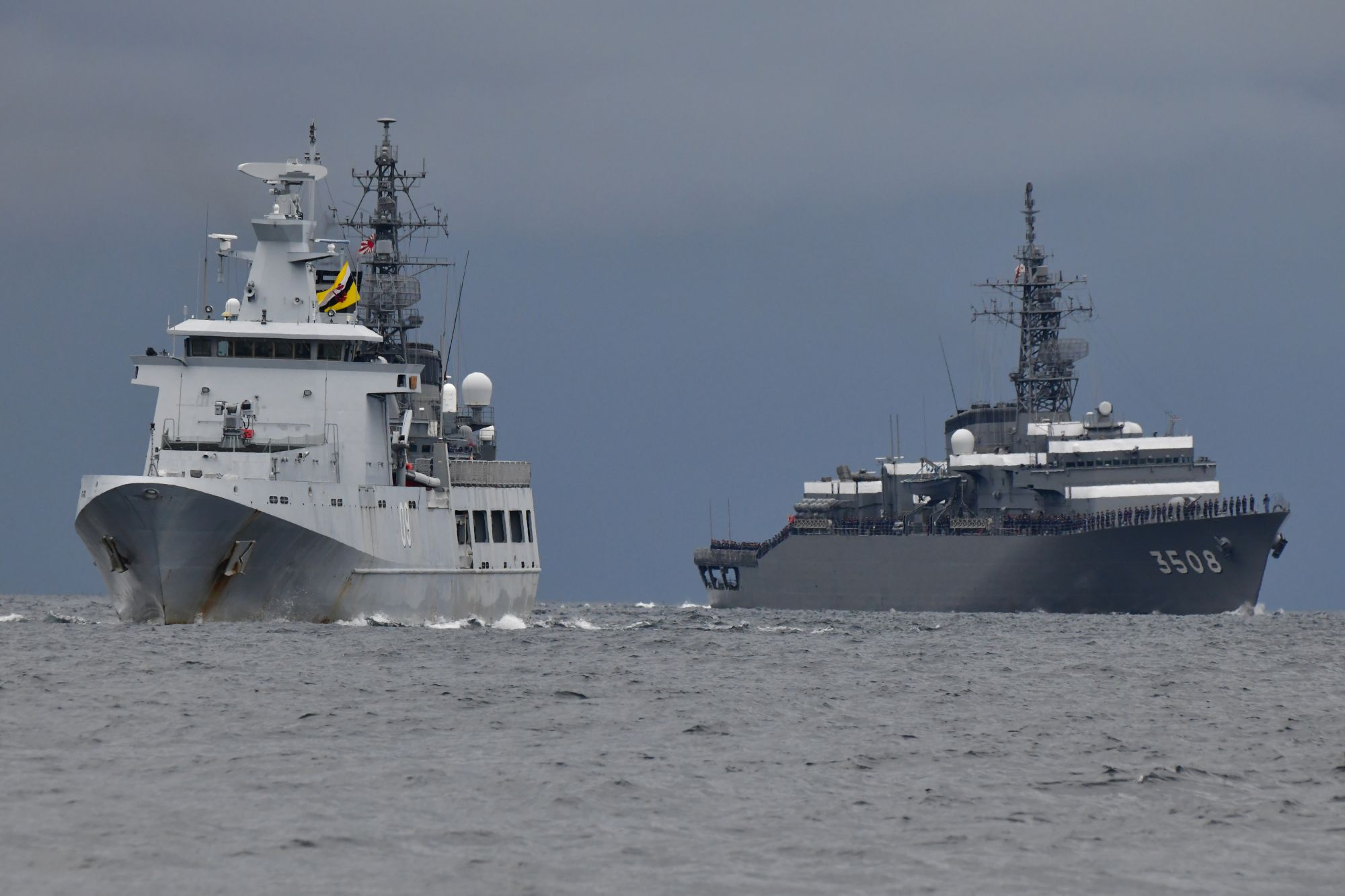
Daruttaqwa (09) s japonskou cvičnou lodí Kašima (TV-3508)

Hlídkové lodě této třídy byly námořnictvem Bruneje objednány jako náhrada za třicet let staré malé raketové čluny třídy Waspada. Původně objednané velké oceánské hlídkové lodě třídy Nakhoda Ragam se totiž pro malý stát ukázaly být příliš ambiciózní a Brunej je odmítla převzít (později je zakoupila Indonésie). Všechny čtyři jednotky třídy Darussalam postavila německá loděnice Lürssen ve Vegesacku. Do služby vstoupily roku 2011. Plavidla operují z námořní základny Muara.
Jednotky třídy Darussalam:
| Jméno           | Spuštěna      | Vstup do služby   | Status  |
| --------------- | ------------- | ----------------- | ------- |
| Darussalam (06) |               | 7. ledna 2011     | aktivní |
| Darulehsan (07) |               | 7. ledna 2011     | aktivní |
| Darulaman (08)  | 6. ledna 2011 | 12. prosince 2011 | aktivní |
| Daruttaqwa (09) |               | 8. září 2014      | aktivní |

## Konstrukce

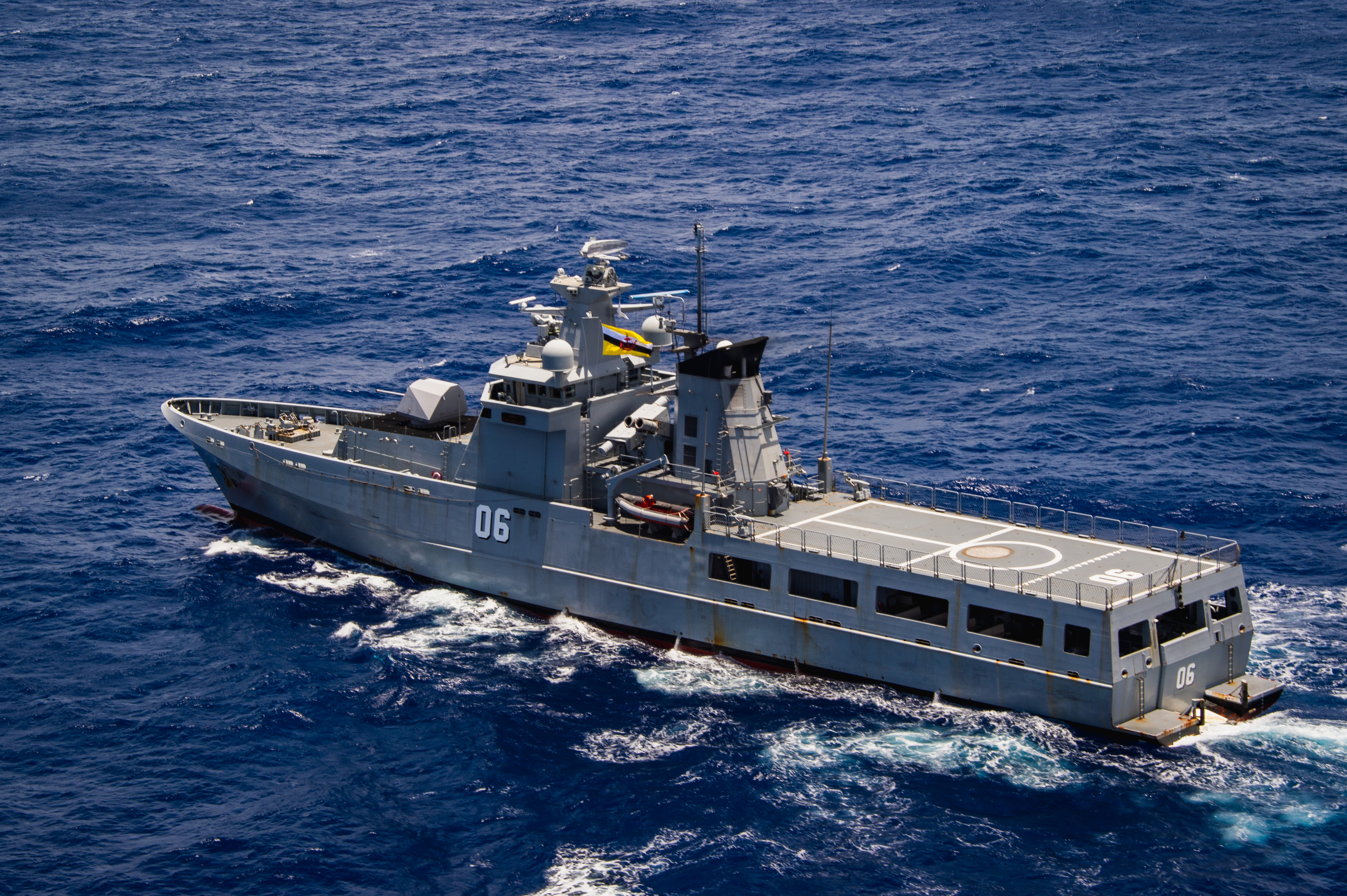
Darussalam (06)

Hlavňovou výzbroj tvoří jeden 57mm kanón Bofors L/70 Mk3 v dělové věži na přídi. Údernou výzbroj tvoří čtyři protilodní střely MM.40 Exocet Block II s dosahem 70 km. Na zádi se nachází přistávací plocha pro jeden vrtulník. Pohonný systém tvoří dva diesely MTU 12V 1163 TB93, každý o výkonu 5700 hp, pohánějící dva lodní šrouby. Nejvyšší rychlost dosahuje 22 uzlů.